# Résolution 918 du Conseil de sécurité des Nations unies
Membres permanents
- Chine
- États-Unis
- France
- Royaume-Uni
- Russie

Membres non permanents
- Argentine
- Brésil
- Djibouti
- Espagne
- Nigéria
- Nouvelle-Zélande
- Oman
- Pakistan
- République tchèque
- Rwanda

Résolution no 917 Résolution no 919
La résolution 918 du Conseil de sécurité des Nations Unies a été adoptée sans vote le 17 mai 1994. Après avoir réaffirmé toutes les résolutions sur la situation au Rwanda, en particulier les résolutions 872 (1993), 909 (1994) et 912 (1994), le Conseil de sécurité a exprimé son inquiétude et sa condamnation face à la violence persistante à grande échelle, et a imposé un embargo sur les armes au pays et autorisé une extension de la Mission des Nations Unies pour l'assistance au Rwanda (MINUAR).
La résolution étaient parrainée par la France, l'Espagne, la République tchèque, le Royaume-Uni les États-Unis d'Amérique et la Russie.

## Résolution
Le Conseil de sécurité a condamné la violence et les nombreux meurtres de civils au Rwanda ainsi que l’impunité avec laquelle les personnes armées ont pu opérer. L’importance des Accords d’Arusha signés à Arusha, en Tanzanie, a été soulignée et il a été demandé à toutes les parties de s’engager à les mettre en œuvre, félicitant l’Organisation de l’unité africaine (OUA) pour ses efforts à cet égard. Le Conseil a déclaré que les milliers de morts et le grand nombre de réfugiés et de personnes déplacées constituaient une crise humanitaire majeure avec des violations à grande échelle du droit international humanitaire. Dans ce contexte, le Conseil a considéré que le meurtre de membres d’un groupe ethnique dans l’intention de détruire ce groupe constituait un crime punissable en vertu du droit international. Toutes les parties ont été exhortées à cesser toute incitation à la haine ethnique, notamment par le biais des médias.
Le Secrétaire général Boutros Boutros-Ghali a été chargé de recueillir des informations sur l'attentat contre l'avion transportant le président du Rwanda, Juvénal Habyarimana, et le président du Burundi, Cyprien Ntaryamira, et sur les violations du droit international humanitaire. La nécessité urgente d’une action internationale coordonnée pour alléger les souffrances du peuple rwandais a été soulignée ; il était donc souhaitable que le mandat des forces de maintien de la paix de la MINUAR soit élargi pour des raisons humanitaires.

### MINUAR
Préoccupé par le fait que la poursuite de la situation constitue une menace pour la paix et la sécurité internationales, le Conseil a exigé une cessation immédiate des hostilités, un cessez-le-feu convenu et la fin de la violence et du carnage qui ravagent le Rwanda. Dans cette optique, le mandat de la MINUAR a été élargi pour inclure :
a) contribuer à la sécurité des personnes déplacées et des réfugiés, ainsi qu’à la création de zones humanitaires sécurisées ;
b) assurer la sécurité lors de la distribution de l'aide humanitaire.
Il a été reconnu que la MINUAR pourrait également avoir besoin d’agir en état de légitime défense contre des personnes menaçant des sites et des populations protégés ainsi que contre des travailleurs humanitaires, et a autorisé une augmentation du niveau de force de la MINUAR jusqu’à 5 500 soldats. Il s’agirait d’une augmentation par rapport aux 444 déjà présents. Le Secrétaire général a appelé au redéploiement des observateurs militaires actuellement à Nairobi (Kenya) au Rwanda et à la mise à niveau complète du bataillon d'infanterie mécanisée. Il lui a également été demandé de rendre compte de l’évolution de la situation concernant les progrès vers un cessez-le-feu, la disponibilité des ressources, le mandat de la MINUAR et l’examen des mesures à prendre à l’avenir. Les États membres ont été priés de fournir du personnel à la MINUAR, tandis que les parties au Rwanda ont été exhortées à coopérer avec son mandat, à assurer sa sécurité et sa liberté de mouvement et à traiter l'aéroport international de Kigali comme une zone neutre.

### Régime de sanctions internationales
Le Conseil, agissant désormais en vertu du Chapitre VII de la Charte des Nations Unies, a imposé un embargo sur les armes au Rwanda, interdisant la vente d'armes, de munitions, de véhicules et d'équipements militaires, d'équipements de police et de pièces détachées au pays.  Le Conseil a créé un organe subsidiaire pour surveiller la mise en œuvre de ces mesures. Ce Comité des sanctions se voyait confié les tâches suivantes :
a) de demander aux États membres des informations sur les mesures qu’ils ont prises pour mettre en œuvre l’embargo ;
b) d’examiner les informations sur les violations de l’embargo et de discuter des moyens d’accroître l’efficacité de l’embargo ;
c) de recommander des mesures contre les violations.
Le Secrétaire général a également été prié de faire rapport dans les meilleurs délais sur les violations du droit humanitaire et, en coopération avec l’OUA, de poursuivre ses efforts en vue d’une solution pacifique dans le cadre de l’accord de paix d’Arusha. Enfin, le Conseil a décidé de suivre la situation de près et a attendu un rapport du Secrétaire général dans les cinq semaines suivant l’adoption de la résolution actuelle sur l’évolution de la situation au Rwanda.

## Voir également
- Histoire du Rwanda
- Hutu Power
- Guerre civile rwandaise
- Génocide des Tutsis au Rwanda
- Mission d'observation des Nations unies en Ouganda et au Rwanda
- Sanctions internationales
- Liste des résolutions du Conseil de sécurité des Nations unies sur le Rwanda